# Wilton Pereira Sampaio
Wilton Pereira Sampaio (Teresina de Goiás, 25 december 1981) is een Braziliaans voetbalscheidsrechter. Hij is in dienst van FIFA en CONMEBOL sinds 2013. Ook leidt hij sinds 2007 wedstrijden in de Série A.
Op 18 april 2013 maakte Pereira Sampaio zijn debuut in internationaal verband tijdens een wedstrijd tussen São Paulo en Atlético Mineiro in de Copa Libertadores; het eindigde in 2–0 in het voordeel van São Paulo en de leidsman trok zevenmaal een gele kaart. Zijn eerste interland floot Pereira Sampaio op 8 juni 2014, toen Trinidad en Tobago met 0–2 verloor van Iran. Tijdens deze wedstrijd hield de Braziliaan zijn kaarten op zak.
In mei 2022 werd hij gekozen als een van de scheidsrechters die actief zouden zijn op het WK 2022 in Qatar.

## Interlands
| Datum             | Plaats                      | Wedstrijd                    | Uitslag            | Competitie           | Kreeg geel | Kreeg voor de tweede keer geel en dus rood | Weggestuurd |
| ----------------- | --------------------------- | ---------------------------- | ------------------ | -------------------- | ---------- | ------------------------------------------ | ----------- |
| 8 juni 2014       | Guarulhos, Brazilië         | Trinidad en Tobago – Iran    | 0 – 2              | Vriendschappelijk    | 0          | 0                                          | 0           |
| 24 maart 2016     | La Paz, Bolivia             | Bolivia – Colombia           | 2 – 3              | WK 2018 kwalificatie | 4          | 0                                          | 0           |
| 9 juni 2016       | Pasadena, Verenigde Staten  | Mexico – Jamaica             | 2 – 0              | Copa América 2016    | 1          | 0                                          | 0           |
| 7 september 2016  | Montevideo, Uruguay         | Uruguay – Paraguay           | 4 – 0              | WK 2018 kwalificatie | 3          | 0                                          | 0           |
| 10 november 2016  | Barranquilla, Colombia      | Colombia – Chili             | 0 – 0              | WK 2018 kwalificatie | 4          | 0                                          | 0           |
| 31 augustus 2017  | San Cristóbal, Venezuela    | Venezuela – Colombia         | 0 – 0              | WK 2018 kwalificatie | 3          | 0                                          | 0           |
| 6 oktober 2017    | Buenos Aires, Argentinië    | Argentinië – Peru            | 0 – 0              | WK 2018 kwalificatie | 5          | 0                                          | 0           |
| 11 oktober 2017   | Asuncion, Paraguay          | Paraguay – Venezuela         | 0 – 1              | WK 2018 kwalificatie | 7          | 0                                          | 2           |
| 20 juni 2019      | Belo Horizonte, Brazilië    | Argentinië – Paraguay        | 1 – 1              | Copa América 2019    | 6          | 0                                          | 0           |
| 29 juni 2019      | Salvador, Brazilië          | Uruguay – Peru               | 0 – 0 (4 – 5 n.s.) | Copa América 2019    | 4          | 0                                          | 0           |
| 12 november 2020  | La Paz, Bolivia             | Bolivia – Ecuador            | 2 – 3              | WK 2022 kwalificatie | 4          | 0                                          | 0           |
| 4 juni 2021       | Lima, Peru                  | Peru – Colombia              | 0 – 3              | WK 2022 kwalificatie | 6          | 1                                          | 1           |
| 19 juni 2021      | Brasília, Brazilië          | Argentinië – Uruguay         | 1 – 0              | Copa América 2021    | 5          | 0                                          | 0           |
| 4 juli 2021       | Brasília, Brazilië          | Argentinië – Ecuador         | 3 – 0              | Copa América 2021    | 5          | 0                                          | 1           |
| 15 oktober 2021   | Buenos Aires, Argentinië    | Argentinië – Peru            | 1 – 0              | WK 2022 kwalificatie | 2          | 0                                          | 0           |
| 16 november 2021  | La Paz, Bolivia             | Bolivia – Uruguay            | 3 – 0              | WK 2022 kwalificatie | 2          | 0                                          | 1           |
| 3 december 2021   | Doha, Qatar                 | Oman – Qatar                 | 1 – 2              | Arab Cup 2021        | 0          | 0                                          | 0           |
| 6 december 2021   | Al Wakrah, Qatar            | Syrië – Montenegro           | 1 – 2              | Arab Cup 2021        | 3          | 0                                          | 0           |
| 11 december 2021  | Doha, Qatar                 | Marokko – Algerije           | 2 – 2 (3 – 5 n.s.) | Arab Cup 2021        | 4          | 0                                          | 0           |
| 2 februari 2022   | Lima, Peru                  | Peru – Ecuador               | 1 – 1              | WK 2022 kwalificatie | 6          | 0                                          | 0           |
| 30 maart 2022     | Ciudad Guayana, Venezuela   | Venezuela – Colombia         | 0 – 1              | WK 2022 kwalificatie | 2          | 0                                          | 0           |
| 21 november 2022  | Doha, Qatar                 | Senegal – Nederland          | 0 – 2              | WK 2022              | 3          | 0                                          | 0           |
| 26 november 2022  | Ar Rayyan, Qatar            | Polen – Saoedi-Arabië        | 2 – 0              | WK 2022              | 5          | 0                                          | 0           |
| 3 december 2022   | Ar Rayyan, Qatar            | Nederland – Verenigde Staten | 3 – 1              | WK 2022              | 2          | 0                                          | 0           |
| 10 december 2022  | Al Khor, Qatar              | Engeland – Frankrijk         | 1 – 2              | WK 2022              | 4          | 0                                          | 0           |
| 12 september 2023 | Quito, Ecuador              | Ecuador – Uruguay            | 2 – 1              | WK 2026 kwalificatie | 5          | 0                                          | 0           |
| 22 juni 2024      | Arlington, Verenigde Staten | Peru – Chili                 | 0 – 0              | Copa América 2024    | 4          | 0                                          | 0           |
| 6 juli 2024       | Arlington, Verenigde Staten | Venezuela – Canada           | 1 – 1 (3 – 4 n.s.) | Copa América 2024    | 3          | 0                                          | 0           |
| 10 oktober 2024   | El Alto, Bolivia            | Bolivia – Colombia           | 1 – 0              | WK 2026 kwalificatie | 2          | 0                                          | 1           |
| 16 november 2024  | Lima, Peru                  | Peru – Chili                 | 0 – 0              | WK 2026 kwalificatie | 6          | 0                                          | 0           |

Laatst bijgewerkt op 27 november 2024.